# Куток (зупинний пункт)
Куток (біл. Куток) — прикордонний пасажирський зупинний пункт на нелектрифікованій лінії Бахмач — Гомель між зупинним пунктом Деревини (3 км) та станцією Терехівка (8 км). Розташований неподалік села Миколаївка Добруського району Гомельської області, за 0,5 км від державного кордону з Україною. 

## Пасажирське сполучення
Приміське сполучення здійснюється поїздами регіональних ліній економкласу сполученням Гомель-Пасажирський — Куток.